# Penny Singleton
Penny Singleton, pseudonimo di Mariana Dorothy McNulty (Filadelfia, 15 settembre 1908 – Los Angeles, 12 novembre 2003), è stata un'attrice e sindacalista statunitense.

## Biografia
Durante i suoi 60 anni di carriera sul palcoscenico, sullo schermo, alla radio e in televisione, ha interpretato l'eroina dei fumetti Blondie Bumstead in una serie di 28 film dal 1938 al 1950 e nel programma radiofonico Blondie dal 1939 al 1950. Inoltre ha anche doppiato i Jane Jetson nella serie animata I pronipoti (The Jetsons) dal 1962 al 1963.
Dietro le quinte, la Singleton è stata la prima donna a presiedere un sindacato AFL-CIO, ricoprendo per due mandati la carica di presidente dell'American Guild of Variety Artists. Nel 1962 testimoniò davanti a una sottocommissione del Senato sul trattamento riservato dal sindacato alle lavoratrici del varietà e guidò uno sciopero delle Radio City Rockettes nel 1967.

## Filmografia parziale

### Cinema
- Blondie, regia di Frank R. Strayer (1938)
- Racket Busters, regia di Lloyd Bacon (1938)
- Boy Meets Girl, regia di Lloyd Bacon (1938)
- Garden of the Moon, regia di Busby Berkeley (1938)
- Il terzo delitto (The Mad Miss Manton), regia di Leigh Jason (1938)
- Una giovane vedova (Young Widow), regia di Edwin L. Marin (1944)

### Televisione
- Ai confini della realtà (The Twilight Zone) - serie TV, episodio 5x27 (1964)
- La signora in giallo (Murder, She Wrote) - serie TV, episodio 2x21 (1986)